# Skupnost
Skupnost je povezana skupina ljudi,ki čutijo medsebojno pripadnost. Človek se vključuje v različne skupnosti, ker ne more obstajati in živeti brez sodelovanja in sporazumevanja z drugimi ljudmi.

### Pogledi različnih disciplin
Nemški sociolog Ferdinand Tönnies je predstavil zgoščeno definicijo med termini skupnost (Gemeinschaft) in družba (Gesellschaft). V svojem delu Gemeinschaft und Gesellschaft, leta 1887 je Tonnies nakazal, da je “skupnost” večja in bolj povezana entiteta v okviru večje skupnosti, zaradi pristonosti “skupne volje”. Dodal je, da sta bila družina in sorodstvo popolna izraza za skupnost, ampak, da so ostale karakteristike, kot so prostor  ali prepričanje, tudi bili posledica Gemeinschaft.

### Posameznik in skupnost
Medtem, ko človek raste in se razvija, med tem procesom sreča druge posameznike in izkušnje. Otroci se srečajo s svojo prvo družino, potem razširjeno družino in potem lokalno skupnostjo (kot sta šola in delo). Tako razvijejo posamezno in skupinsko identiteto skozi asociacije, ki jih povezujejo v življenjske izkušnje. 
Ko ljudje rastejo, se učijo o in iz percepcij socialnih struktur. Med tem razvojem oblikujejo osebno in kulturne vrednote, svetovni pogled in obnašanje do večje družbe. 
Ko dobijo razumevanje do skupinske dinamike in se naučijo kako se vklopiti v družbo, začnejo proces socializacije . Posamezniki razvijejo medosebne odnose in se začenjajo odločiti s kom se bodo družili in pod kakšnimi pogoji. 
Med adolescenco in odraščanjem, posameznik razvije bolj sofisticirano identiteto, medtem ko jemlje vlogo kot voditelj ali sledilec v skupinah. Če posameznik razvije občutek, da skupini pripada, in da ji, ker ji pripada, mora tudi pomagati, tako razvije občutek do skupnosti.

### Socialni kapital
Če obstaja skupnost, morata obstajati tudi svoboda in varnost. Ko sta zagotovljeni ti dve potrebščini, začne skupnost živeti svoje življenje in tako ljudje postanejo dovolj svobodni in obenem varni, da začnejo komunicirati. Socialni kapital tako predstavlja povezanost in vzpostavljanje socialnih skupnosti .
Socialni kapital je definiral Robert D. Putnam kot “kolektivno vrednoto vseh socialnih mrež (ki jih ljudje poznamo) in vseh nagnjenj, ki iz the mrež nastanejo (npr. recipročnost)”.
Socialni kapital je v praksi viden kot mnoge mreže, kot npr. sosedje, ki skrbijo za dom drug drugega. Putnam je tudi ugotovil, da v zadnjih letih stopnja socialnega kapitala v ZDA upada. 
V zadnjih 25 letih je pristonost na društvenih sestankih upadla za 25 %, družinske večerje za 33 % in obiski prijateljev za 45 %. 
Zahodne kulture naj bi tako izgubljale občutek skupnosti, ki je bil včasih prisoten v institucijah, kot so cerkve in ljudski domovi. Sociolog Ray Oldenburg v svojih knjigi The Great Good Place pravi, da ljudje potrbujemo tri kraje: 1) Dom, 2)Pisarno in 3) Kraj, kjer se družimo.
S to filozofijo so se začeli mnogi projekti, kot na primer Projekt za gradnjo javnih prostorov, da bi našli “Tretji prostor”. v družbi.
Taki prostori so na primer neodvisne knjigarne, lokalni pubi in ostali kraji, ki skrbijo, da se bo obdržal občutek skupnosti. 

### Psihologija

#### Občutek skupnosti
V študiji, ki je bila  izvedena leta 1986 so Mcmillan in Chavis identificirali štiri elemente “Občutka skupnosti”: 1) Članstvo, 2)Vpliv, 3) Integracija in izpolnitev potreb in 4) Deljene čustvene povezave. Primer, ko se vse ti štirje faktorji prekrivajo, je sledeč:
Nekdo na oglasno desko fakultete postavi obvestilo o ustanovitvi nove košarkaške ekipe. Ljudje se prvega sestanka udeležijo kot tujci iz potrebe izpolnitve njihovih potreb (integracija in izpolnitev potreb). Ekipa je omejena s krajem bivanja (članstvo je vzpostavljeno) in preživlja svoj čas na treningih (hipoteza o kontaktih). Ekiia igra na tekmi in zmaga (uspešno realiziran  skupni dogodek). Med igro se člani žrtvujejo za ekipo (oseban investicija v ekipo). Ko ekipa nadaljuje z zmagami, člani ekpie postanejo prepoznavni in ljudje jim čestitajo (pridobivanje časti in statusa članstva). Nekdo predlaga, da si kupijo enake majice in čevlje (skupni simboli) in tako tudi naredijo (vpliv).
Indeks občutka skupnosti (SCI) je razvil Chavis s sodelavci. Prvotno je bil mišljen za ugodavljanje pripadnosti skupnosti v soseskah, vendar so indeks uspešno uporabili tudi v šolah, na delovnem mestu in v drugih oblikah skupnosti. 

### Antropologija
Skupnost in njene lastnosti so bistvo antropološkega raziskovanja. V antropologiji  skupnost vključuje naslednje:

•	Kulturne (ali socialne) antropološke študije skupnosti

•	Medkulturne razlike v skupnosti

•	Etnografijo

•	Arheološka študije skupnosti v preteklosti

•	Antropologija religije

•	Antropologija izobrazbe

•	Urbana antropologija

•	Etnične in rasne študije

•	Virtualne internetne skupnosti (oz. cyber antropologija)

•	Ekološka antropologija

•	Psihološka antropologija

### Socialna psihologija

#### Komunitarizem
Kommunitarizem se je kot skupina podobnih, pa vendar različnih filozofij (ali idelologij) začela pozno v 20 stol. in je nasprotoval klasičnemu liberalizmu in kapitalizmu, medtem ko je poudarjal pomen civilne družbe. Ni bil v celoti proti socialnemu liberalizmu, ampak je premaknil fokus iz družbe na posameznika. Vprašanje prioritete je, ali mora biti skupnost ali posameznik tisti, ki se ukvarja z vprašanji kot so sociala, splav, multikulturalčizem in sovražni govor.

### Posel in komunikacija

##### Komunikacija v organizaciji
Učinkovita komunikacija v skupini in organizaciji je pomembna zaradi vzdrževanja skupnosti. Za nove člane organizacije je zelo pomembno, kako se so ideje in vrednote skomunicirane, kako se vodje selekcionira in kako se postavlja urnike. Komunikacija v organizaciji je disiplina, ki preučuje, kako ljudje komunicirajo v organizaciji in kako med seboj komunicirajo znotraj organizacijske strukture. Člani skupine so odvisni od toka komunikacije, da lahko vzpostavijo svojo lastno identiteto znotraj strukture in da se naučijo komunicirati znotraj skupine. Čeprav je ta disciplina naravna na poslovne skupine in podjetja, jo lahko uporabimo tudi v preučevanju skupnosti .